# Итокава, Хидэо
Хидэо Итокава (яп. 糸川 英夫 Итокава Хидэо, 20 июля 1912, Токио — 21 февраля 1999) — пионер японской космонавтики и ракетостроения.

## Биография
Итокава был очень одарённым ребенком и в школе перепрыгивал через несколько классов. В 1935 году он окончил Токийский императорский университет по специальности «Авиационная и ракетная техника».
Во время Второй мировой войны Итокава занимался проектированием боевых самолётов в компании «Накадзима». Он, в частности, проектировал истребитель «Накадзима Ки-43 Хаябуса».
В 1941 году Итокава стал доцентом, а в 1948 — профессором Токийского университета.
В 1967 году Итокава вышел в отставку и организовал свой собственный институт.
Итокава был разносторонним человеком и интересовался многими областями деятельности. Он занимался спортом (баскетбол, гольф, плавание), философией, музыкой (он играл на виолончели, на органе, на рояле, на скрипке, на японской разновидности ксилофона). Итокава аранжировал музыку для оркестра. Итокава также писал книги, в общей сложности он написал 49 книг.
Именем Итокавы назван астероид (25143) Итокава, к которому был отправлен японский исследовательский зонд «Хаябуса».